# Ка Ферарезе (Римини)
Ка Ферарезе је насеље у Италији у округу Римини, региону Емилија-Ромања.
Према процени из 2011. у насељу је живело 15 становника. Насеље се налази на надморској висини од 203 м.